# Blaesoxipha japonensis
Blaesoxipha japonensis är en tvåvingeart som beskrevs av Hori 1954. Blaesoxipha japonensis ingår i släktet Blaesoxipha och familjen köttflugor. Inga underarter finns listade i Catalogue of Life.